# 程道養
程道養（？—437年），南朝劉宋时益州起事领袖，枹罕（今甘肃临夏）人，本来是阳泉山道士。益州刺史刘道济残害人民，刘宋元嘉九年（432年）七月，流民许穆之诈称晋朝宗室司马飞龙，得到仇池氐王杨难当资助，许穆之攻杀巴兴令，驱逐阴平太守，刘道济派兵击斩许穆之。五城（今四川中江东南）人帛氐奴、赵广为了安抚人心，假称司马飞龙仍然在阳泉山中，聚众得数千人，进攻广汉、涪城（今四川绵阳东）、江阳、遂宁。
到了九月，赵广等进攻成都，刘道济据城自守。赵广部众屯聚日久，不见司马飞龙，想解散离去。赵广只好拥道士程道养冒充司马飞龙，立为蜀王，建元泰始。程道養队伍壮大到十万人，在益州斗争五年余。元嘉十三年（436年）六月，程道養败绩，逃至山中。次年四月，赵广等投降刘宋，程道養被部将王道恩所杀，起义失败。